# تصویر صحبت
تصویر صحبت (به تامیلی: Pushpaka Vimana) فیلمی صامت محصول سال ۱۹۸۷ و به کارگردانی سینگیتام سرینیواسا رائو است. در این فیلم بازیگرانی همچون کمال حسن، آمالا آکیننی، تینو آناند، فریده جلال ایفای نقش کرده‌اند.